# Nồi áp suất

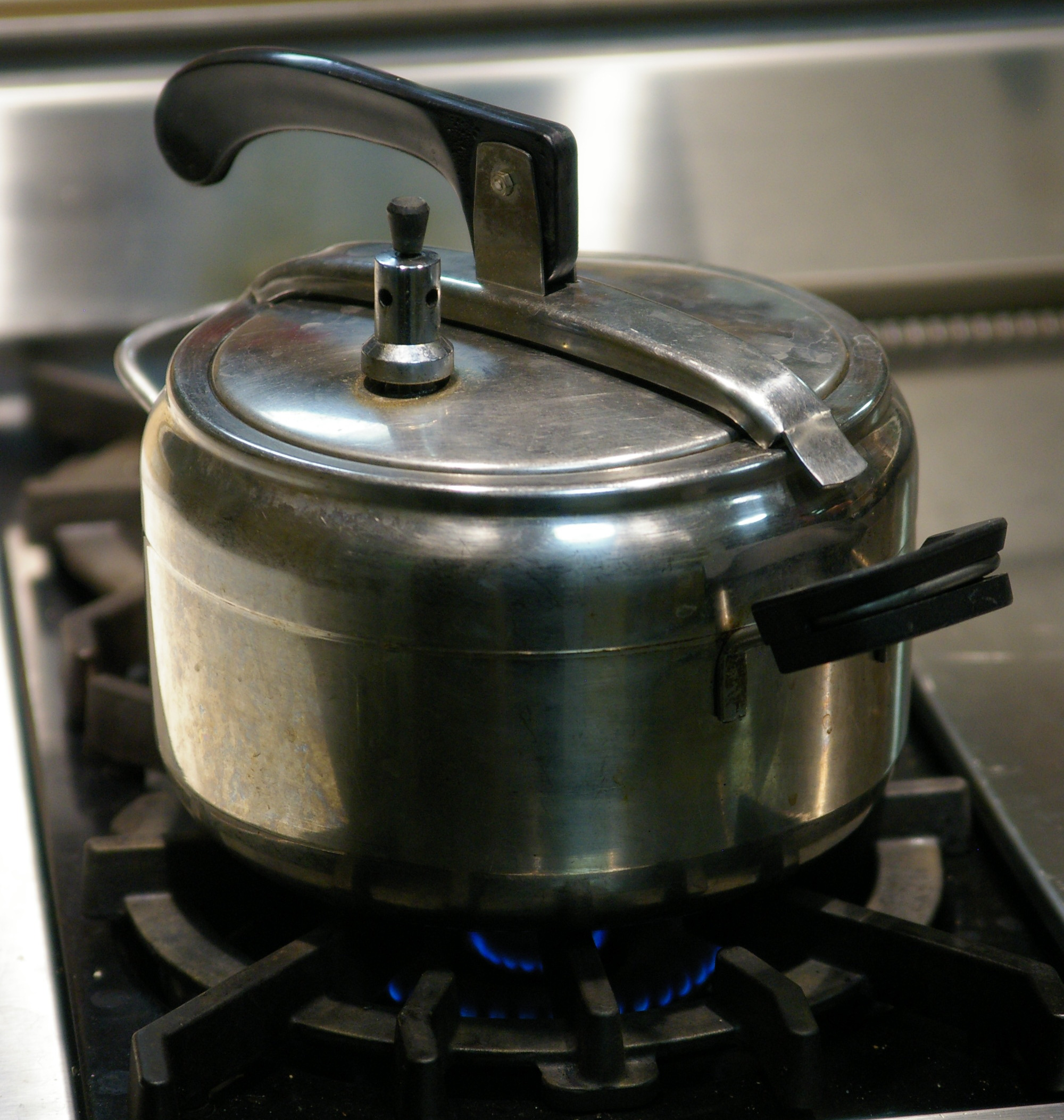
Một nồi áp suất.

Nồi áp suất là một dụng cụ nấu ăn bằng nước ở áp suất cao hơn nồi thông thường. Khi nấu nồi được vặn kín nắp để hơi nước không thể thoát ra ở một áp suất nhất định đã được chọn. Việc đậy nắp kín khiến cho trong nồi đạt hơi bão hòa và nước sôi ở nhiệt độ cao hơn điểm sôi ở điều kiện tiêu chuẩn, nghĩa là sôi ở nhiệt độ cao hơn 100 độ C. Việc hơi bão hòa và nhiệt độ sôi cao hơn khiến nước thẩm thấu vào thức ăn nhanh hơn, thức ăn mềm nhanh hơn, tiết kiệm năng lượng nấu cao hơn. Kể cả một khoảng thời gian nhất định khi nước sôi mà không tiếp tục đun và vẫn đậy kín nắp không xả hơi thì nước trong nồi vẫn đạt 100 độ C hoặc hơn, giúp tiết kiệm năng lượng. Muốn mở nắp nồi ra người ta cần phải xả van cho hết hơi hoặc đặt nồi vào nước lạnh để hơi nước trong nồi ngưng tụ hạ áp suất xuống.
Nồi áp suất làm nóng thức ăn một cách nhanh chóng bởi vì áp suất hơi bên trong từ việc đun sôi chất lỏng (nước) sẽ tác động trực tiếp và khắp bề mặt thực phẩm. Nhờ hơi nước nhiệt độ cao hơn mà truyền nhiệt nhanh hơn, do đó nấu thức ăn rất nhanh. Điều này cũng có nghĩa là chúng ta có thể giảm đáng kể lượng năng lượng sử dụng để nấu một món ăn bất kì. Đây có thể xem là phương pháp tiết kiệm năng lượng nhất trong nấu ăn.
Nấu áp suất cho phép thực phẩm được nấu chín có độ ẩm cao hơn và nhiệt độ cao hơn so với đun sôi hay hấp như phương pháp thông thường. Khi nấu ăn bình thường nhiệt độ sôi của nước là 100 °C (212 °F) ở áp suất tiêu chuẩn; nhiệt độ của thực phẩm bị giới hạn bởi điểm sôi của nước. Trong nồi áp suất kín, nhiệt độ sôi của nước tăng khi áp lực tăng lên. Ở áp suất 1 bar hay ~ 15 psi (pounds per inch) so với áp suất khí quyển hiện tại, nước trong nồi áp suất có thể đạt tới nhiệt độ lên đến 121 °C (250 °F)

## Lịch sử ra đời
Năm 1679, nhà vật lý Pháp Denis Papin, được biết đến với các nghiên cứu của mình về hơi nước, ông đã phát minh ra nồi hơi trong với mong muốn giảm thời gian nấu ăn của thực phẩm. Nồi kín đã sử dụng áp suất hơi tăng điểm sôi của nước, do đó dẫn đến việc nấu ăn nhanh hơn nhiều. Trong năm 1681, Papin đã trình bày phát minh của mình với Hội Hoàng gia London.
Năm 1864, Georg Gutbrod Stuttgart bắt đầu sản xuất nồi áp suất làm bằng gang đóng hộp. 
Năm 1919, Tây Ban Nha cấp bằng sáng chế cho các nồi áp suất của Jose Alix Martínez (ông sống ở Zaragoza). Martínez đặt tên nồi áp suất của mình là Expres olla (nồi nấu nhanh)
Năm 1938, Alfred Vischler trình bày phát minh của mình, Nồi Flex-Seal cấp tốc (Flex-Seal Speed Cooker), tại thành phố New York. Nồi áp suất của Vischler là nồi áp suất đầu tiên được thiết kế để sử dụng ở nhà, cho hộ gia đình. Sự thành công của nó đã dẫn đến sự cạnh tranh giữa các nhà sản xuất Mỹ và châu Âu. Tại hội chợ quốc tế 1939 ở New York, National Presto Industries, còn được biết được với tên công ty National Pressure Cooker, đã giới thiệu sản phẩm nồi áp suất riêng của họ.
Ngày nay, với sự phát triển của công nghệ đã cho ra đời các loại nồi áp suất điện tử vào những năm 1991. Những loại nồi áp suất này được sử dụng điện để tạo nhiệt nấu, giảm hao phí năng lượng ra bên ngoài. Đồng thời có bộ phận kiểm soát và điều khiển thời gian, nhiệt lượng,... giúp chủ động hơn trong việc nấu ăn.